# Hinamatsuri (manga)
Hinamatsuri (jap. ヒナまつり) – manga autorstwa Masao Ōtake, publikowana na łamach magazynu „Harta” od czerwca 2010 do lipca 2020. Na jej podstawie studio Feel wyprodukowało serial anime, który emitowano od kwietnia do czerwca 2018.

## Fabuła
Życie Yoshifumiego Nitty, yakuzy średniego szczebla, zostaje wywrócone do góry nogami, kiedy w jego mieszkaniu nagle pojawia się dziewczyna z przyszłości. Nie wiedząc niczego poza tym, że ma na imię Hina, oraz faktem, że posiada niesamowite moce psychokinetyczne, Yoshifumi niechętnie staje się jej ojcem.

## Bohaterowie

### Główni
- Hina Nitta (jap. 新田 ヒナ Nitta Hina)

Seiyū: Takako Tanaka 
- Yoshifumi Nitta (jap. 新田 義史 Nitta Yoshifumi)

Seiyū: Yoshiki Nakajima 

### Pozostali
- Anzu Hayashi (jap. 林 あんず Hayashi Anzu)

Seiyū: Rie Murakawa 
- Hitomi Mishima (jap. 三嶋 瞳 Mishima Hitomi)

Seiyū: Kaede Hondo 
- Utako Sakura (jap. 桜 詩子 Sakura Utako)

Seiyū: Yōko Hikasa 
- Mao (jap. マオ)

Seiyū: Ari Ozawa 
- Yoshihiko Ashikawa (jap. 芦川 良彦 Ashikawa Yoshihiko)

Seiyū: Hidekatsu Shibata 
- Kiyoshi Baba (jap. 馬場 清 Baba Kiyoshi)

Seiyū: Tsuyoshi Koyama 
- Sabu (jap. サブ)

Seiyū: Kengo Kawanishi 
- Tatsuhiko Naitou (jap. 内藤達彦 Naitō Tatsuhiko)

Seiyū: Tetsu Inada 
- Mami Shinjou (jap. 新庄 マミ Shinjō Mami)

Seiyū: Eri Suzuki 
- Sayo Aizawa (jap. 相沢 さよ Aizawa Sayo)

Seiyū: Mikako Komatsu 
- Yassan (jap. ヤッさん)

Seiyū: Shinpachi Tsuji 
- Atsushi Yamamoto (jap. 山本 アツシ Yamamoto Atsushi)

Seiyū: Taku Yashiro 

## Manga
Seria ukazywała się w magazynie „Harta”, wcześniej znanym jako „Fellows!”, od 15 czerwca 2010 do 15 lipca 2020. Następnie jej rozdziały zostały zebrane w 19 tankōbonach, wydawanych między 15 lipca 2011 a 12 sierpnia 2020.
| Nr | Data wydania (język japoński) | ISBN (język japoński)  |
| -- | ----------------------------- | ---------------------- |
| 1  | 15 lipca 2011                 | ISBN 978-4-04-727381-8 |
| 2  | 15 listopada 2011             | ISBN 978-4-04-727629-1 |
| 3  | 3 marca 2012                  | ISBN 978-4-04-727878-3 |
| 4  | 15 grudnia 2012               | ISBN 978-4-04-728603-0 |
| 5  | 13 lipca 2013                 | ISBN 978-4-04-729003-7 |
| 6  | 3 marca 2014                  | ISBN 978-4-04-729497-4 |
| 7  | 13 września 2014              | ISBN 978-4-04-729918-4 |
| 8  | 3 marca 2015                  | ISBN 978-4-04-730270-9 |
| 9  | 14 września 2015              | ISBN 978-4-04-730616-5 |
| 10 | 3 marca 2016                  | ISBN 978-4-04-730931-9 |
| 11 | 15 września 2016              | ISBN 978-4-04-734246-0 |
| 12 | 3 marca 2017                  | ISBN 978-4-04-734422-8 |
| 13 | 15 września 2017              | ISBN 978-4-04-734628-4 |
| 14 | 15 marca 2018                 | ISBN 978-4-04-734835-6 |
| 15 | 15 września 2018              | ISBN 978-4-04-735136-3 |
| 16 | 1 marca 2019                  | ISBN 978-4-04-735356-5 |
| 17 | 14 września 2019              | ISBN 978-4-04-735622-1 |
| 18 | 15 kwietnia 2020              | ISBN 978-4-04-736111-9 |
| 19 | 12 sierpnia 2020              | ISBN 978-4-04-736171-3 |

## Anime
Adaptacja w formie 12-odcinkowego telewizyjnego serialu anime została wyprodukowana przez studio Feel i wyreżyserowana przez Keia Oikawę. Scenariusz napisał Keiichirō Ōchi, a muzykę wyprodukowało Nippon Columbia. Seria była emitowana od 6 kwietnia do 22 czerwca 2018 w AT-X i innych stacjach. Prawa do streamingu serii nabył Crunchyroll.

### Ścieżka dźwiękowa
| Odcinki        | Tytuł                                                       | Wykonawcy        | Źródło   |
| Czołówka       | Czołówka                                                    | Czołówka         | Czołówka |
| -------------- | ----------------------------------------------------------- | ---------------- | -------- |
| 1–12           | „Distance”                                                  | Rie Murakawa     | [ 27 ]   |
| Napisy końcowe |                                                             |                  |          |
| 1–5, 7–11      | „Sake to ikura to 893 to musume” (jap. 鮭とイクラと893と娘) | Yoshiki Nakajima | [ 27 ]   |
| 6              | „Shashin jō” (jap. 写真帖)                                  | Yōko Ishida      |          |
| 12             | „Taisetsu na hito” (jap. たいせつなひと)                    | Haruka Chisuga   | [ 29 ]   |
| 12             | „Hajimete no kimochi” (jap. 初めてのキモチ)                 | Ari Ozawa        | [ 29 ]   |

## Odbiór
W 2021 roku seria była nominowana do 52. nagrody Seiun w kategorii najlepszy komiks.